# Svenska hockeyligan

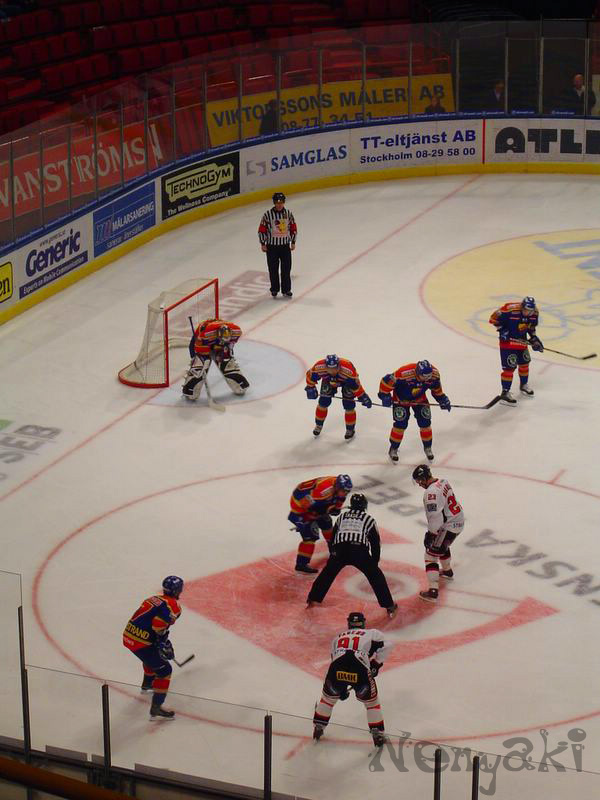
Encontro entre o Djurgården e o Malmö Redhawks

A Liga Sueca de Hóquei no Gelo (em sueco Svenska hockeyligan, SHL) é o primeiro escalão do campeonato sueco de hóquei no gelo, acima do segundo escalão, chamado Campeonato Sueco de Hóquei no Gelo (Hockeyallsvenskan). 

O torneio é disputado por 14 clubes a partir de 2015/2016, contando com um novo participante, promovido da Hockeyallsvenskan (Campeonato Sueco de Hóquei no Gelo)]].

Esta competição existe desde 1922, com o nome Elitserien a partir de 1975/1976 e Svenska Hockeyligan desde 2013/2014. 

É considerado o campeonato mais equilibrado de hóquei no mundo,  e em 2012 era a liga mais popular na Europa, com média de 6,385 espectadores. Em 2013, era a quarta com média de 5,718.

## Campeões

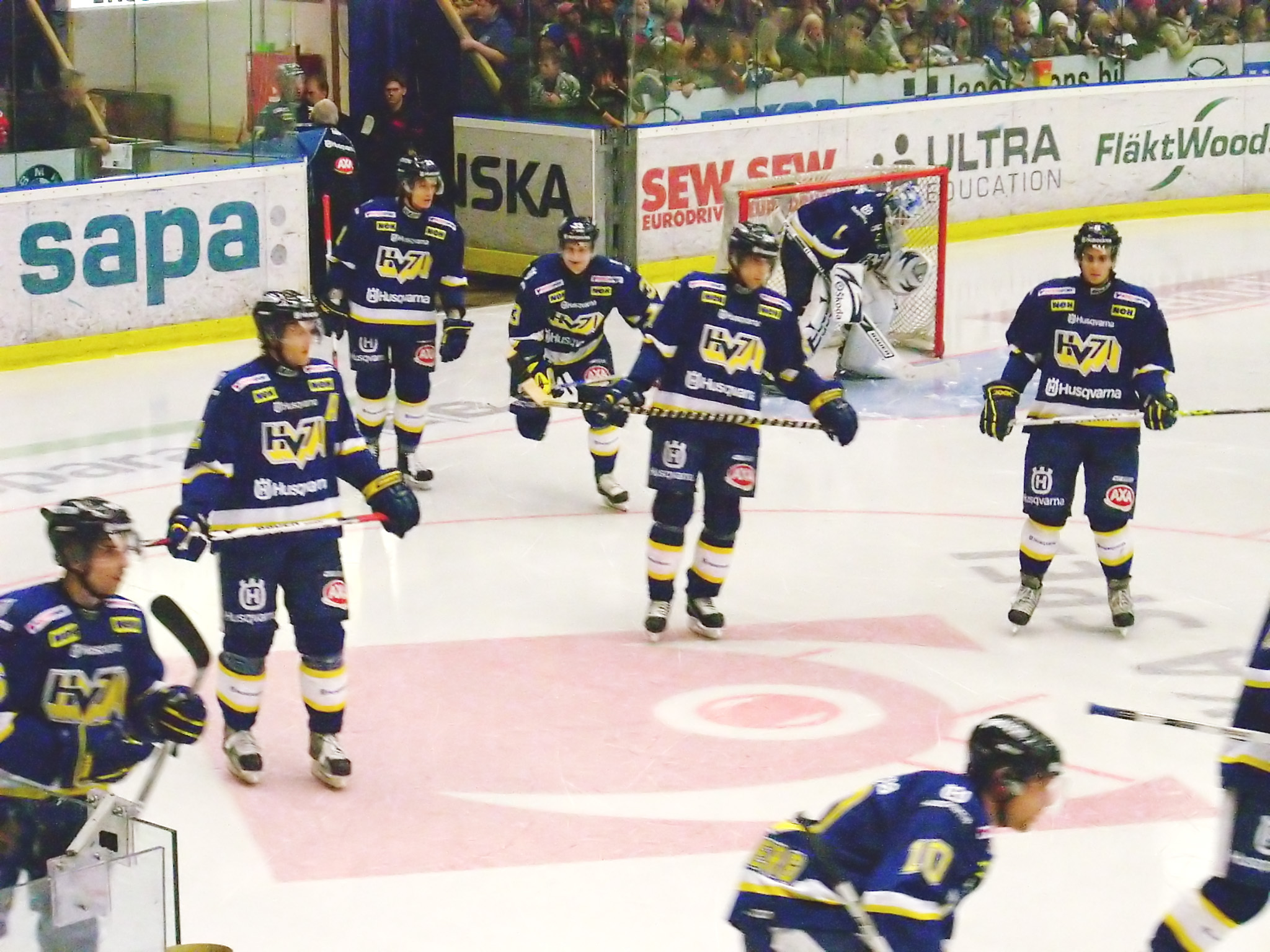
O HV71, campeão da Suécia em 2009-2010.

| - 1976 - Brynäs IF - 1977 - Brynäs IF - 1978 - Skellefteå AIK - 1979 - Modo Hockey - 1980 - Brynäs IF - 1981 - Färjestads BK - 1982 - AIK - 1983 - Djurgårdens IF - 1984 - AIK - 1985 - Södertälje SK - 1986 - Färjestads BK - 1987 - IF Björklöven |  | - 1988 - Färjestads BK - 1989 - Djurgårdens IF - 1990 - Djurgårdens IF - 1991 - Djurgårdens IF - 1992 - Malmö IF - 1993 - Brynäs IF - 1994 - Malmö IF - 1995 - HV71 - 1996 - Luleå HF - 1997 - Färjestads BK - 1998 - Färjestads BK - 1999 - Brynäs IF |  | - 2000 - Djurgårdens IF - 2001 - Djurgårdens IF - 2002 - Färjestads BK - 2003 - Frölunda HC - 2004 - HV71 - 2005 - Frölunda HC - 2006 - Färjestads BK - 2007 - Modo Hockey - 2008 - HV71 - 2009 - Färjestads BK - 2010 - HV71 - 2011 - Färjestads BK |  | - 2012 - Brynäs IF - 2013 - Skellefteå AIK - 2014 - Skellefteå AIK - 2015 - Växjö Lakers - 2016 - Frölunda HC - 2017 - HV71 - 2018 - Växjö Lakers - 2019 - Frölunda HC - 2020 - Não aconteceu devido a pandemia de Covid-19 - 2021 - Växjö Lakers - 2022 – Färjestads BK - 2023 – Växjö Lakers - 2024 - Skellefteå AIK |

## Número de títulos
| Clube          | Número total de títulos (1922-) | Títulos na SHL (1976-) |
| -------------- | ------------------------------- | ---------------------- |
| Djurgårdens IF | 16                              | 6                      |
| Brynäs IF      | 13                              | 6                      |
| Färjestads BK  | 10                              | 10                     |
| IK Göta        | 9                               | 0                      |
| Hammarby IF    | 8                               | 0                      |
| AIK            | 7                               | 2                      |
| Södertälje SK  | 7                               | 1                      |
| HV71           | 5                               | 5                      |
| Frölunda HC    | 4                               | 3                      |
| Leksands IF    | 4                               | 0                      |
| Skellefteå AIK | 3                               | 3                      |
| Modo Hockey    | 2                               | 2                      |
| Malmö Redhawks | 2                               | 2                      |
| Växjö Lakers   | 2                               | 2                      |
| IF Björklöven  | 1                               | 1                      |
| Luleå HF       | 1                               | 1                      |
| Gävle GIK      | 1                               | 0                      |